# Streitkräfte Jordaniens

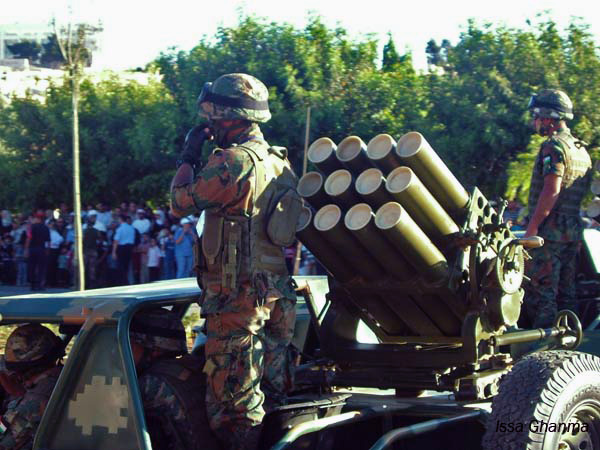
Jordanische Soldaten bei einer Militärparade, Juni 2007

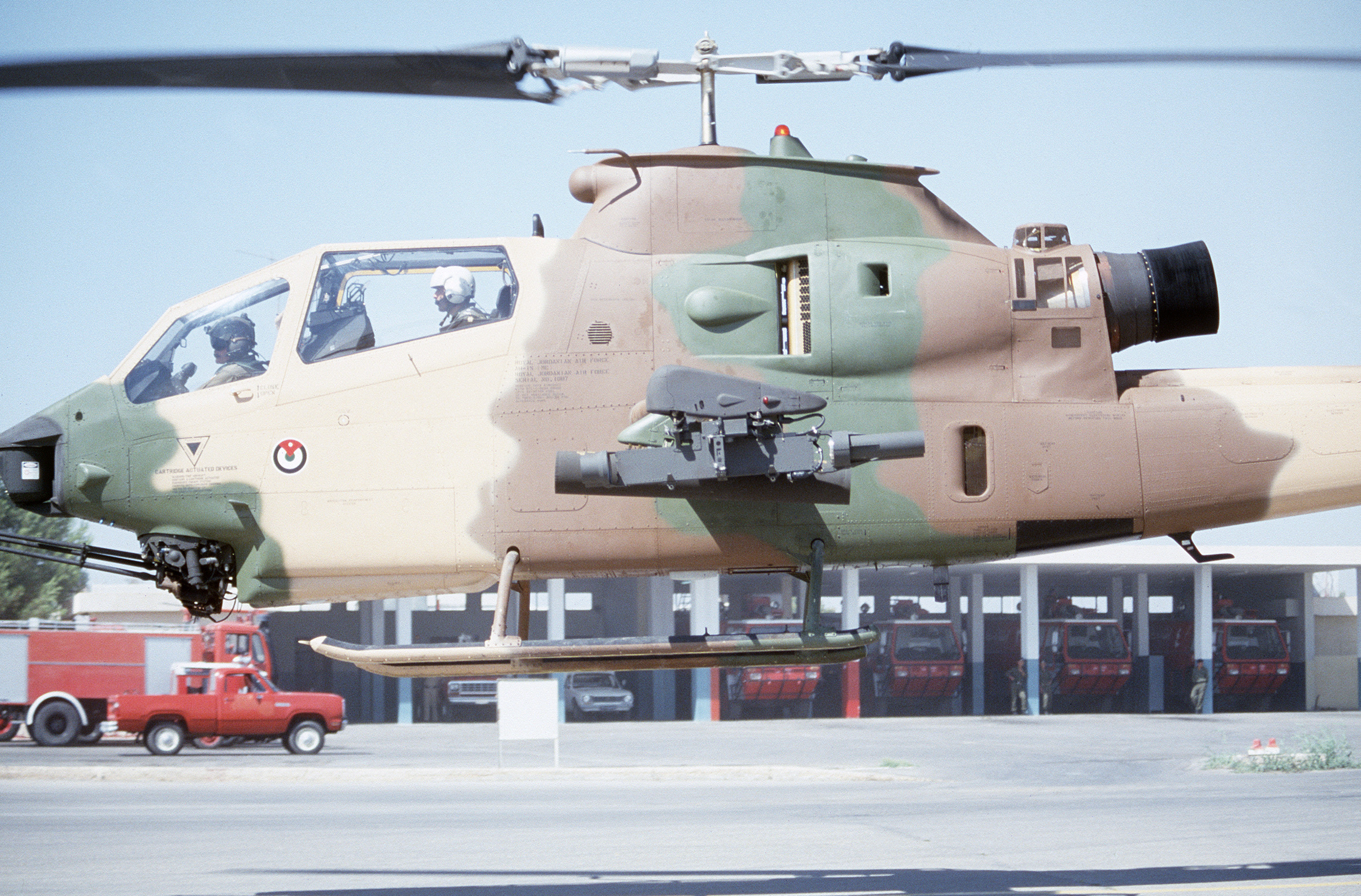
AH-1-Kampfhubschrauber, 1985

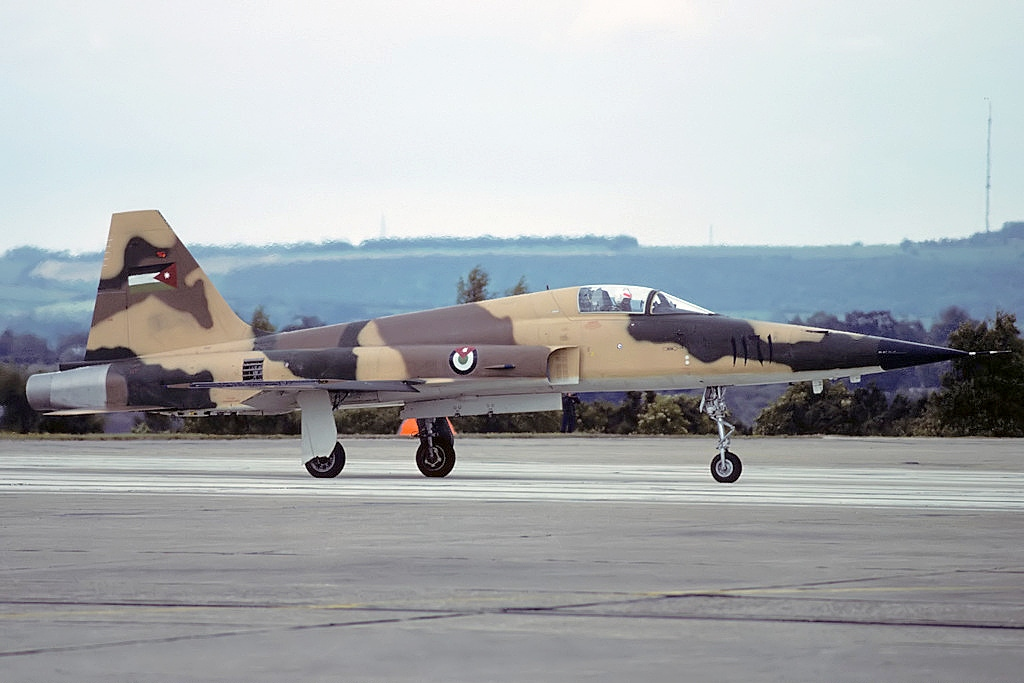
F-5E Tiger II

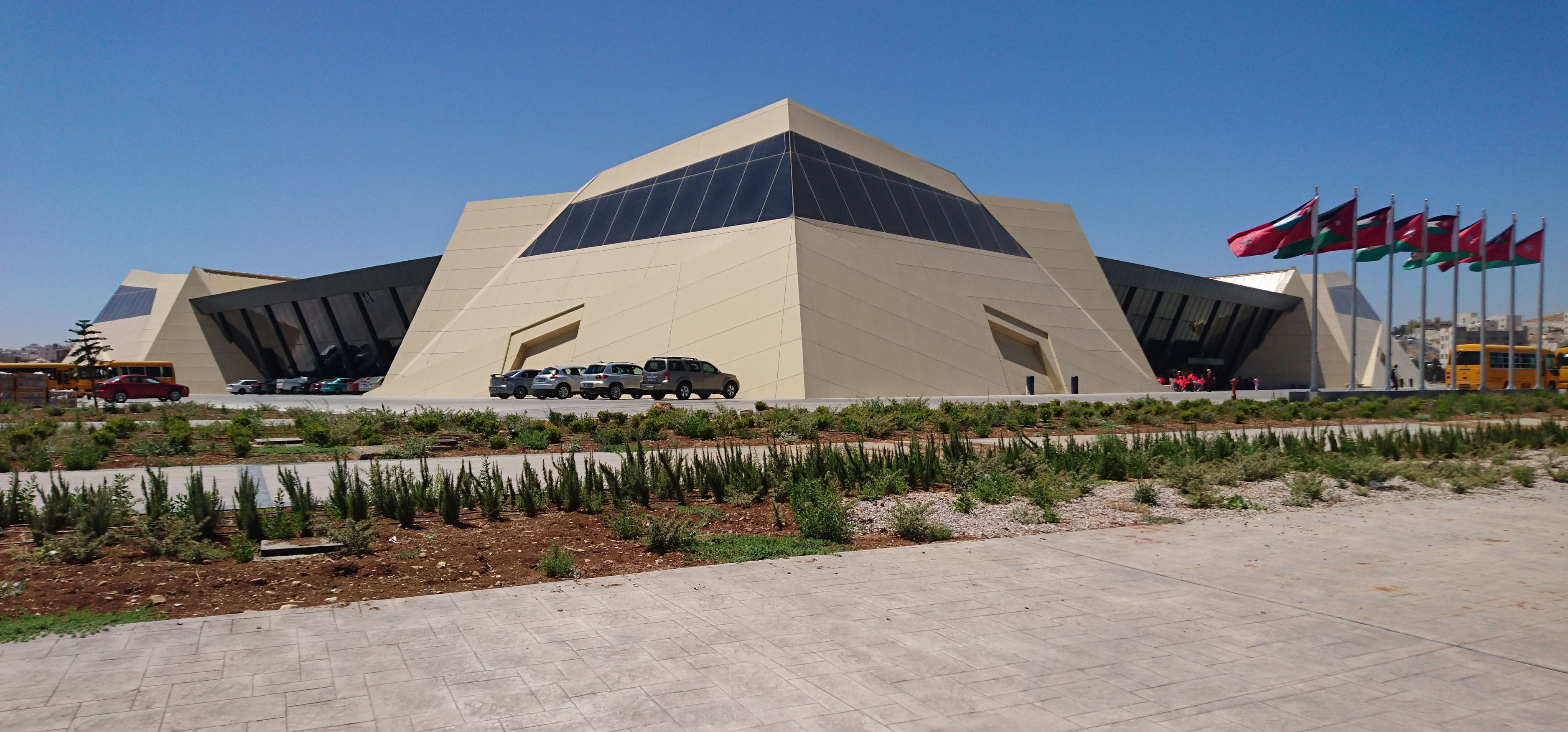
Das Königliche Panzermuseum in Amman

Die Streitkräfte Jordaniens (englisch Jordanian Armed Forces; arabisch القوّات المسلّحة الاردنيّة, DMG al-quwwāt al-musallaḥa al-urdunniyya) sind seit ihrer Gründung 1921 mit der Rolle der Herrschaftssicherung nach innen betraut. Darüber hinaus kämpften sie in mehreren Kriegen und Gefechten sowohl gegen israelische als auch arabische Truppen. Bis 1956 war ein hoher Anteil der Offiziere Briten. Die Streitkräfte wurden nach britischem Vorbild als Berufsarmee aufgebaut.

## Geschichte
Als Vorgängerorganisation der Streitkräfte nahm die Arabische Legion als Streitmacht mit gemischt arabisch-britischem Offizierskorps und arabischen Mannschaften an der alliierten Besatzung Syriens sowie der Niederschlagung des Raschid Ali al-Gailani-Aufstands im Zweiten Weltkrieg teil. Darauf folgte der Palästinakrieg, in dem die haschimitische Dynastie durch die Kampfkraft der Legion große Teile des Westjordanlands und Ostjerusalems annektieren konnte. 1951 wurden erste Versuche zum Bau einer Luftwaffe im Organisationsrahmen der Legion unternommen. Ebenso folgte der Aufbau einer Panzertruppe. 1956 wurden die britischen Offiziere vom König aus der Armee entfernt und zumeist des Landes verwiesen.
1957 kam es zu einem Putschversuch von nasseristischen Offizieren (siehe Gamal Abdel Nasser). Die Umsturzpläne wurden jedoch verraten und König Hussein konnte 2000 Soldaten und Irreguläre des Beni-Sakhr-Stammes in Amman aufbieten. 1959 wurde der Vizegeneralstabschef Sadek asch-Schara'a aufgrund der Planung eines Umsturzes zum Tode verurteilt, jedoch zu lebenslanger Haft begnadigt.
Jordanische Truppen kämpften in größerem und kleinerem Umfang in mehreren Kriegen an der Seite anderer arabischer Staaten gegen Israel. Während 1948 die Legion noch die von den Israelis am meisten gefürchtete Streitmacht war, haben die militärischen Fähigkeiten im Vergleich zu Israel und den Nachbarländern nachgelassen. Die militärische Rolle nach außen ist, auch aufgrund demographischer und wirtschaftlicher Fakten und Entwicklungen, geschwunden. Die Streitkräfte dienen vor allem der inneren Sicherheit des Königreichs. Insbesondere die Luftwaffe ist besonders professionalisiert und entschied Gefechte mit syrischen Panzertruppen 1970 zu Gunsten der Jordanier.
Im Schwarzen September zerschlugen die jordanischen Streitkräfte erfolgreich den Widerstand der PLO. Seitdem hat eine Aussöhnung der palästinensischen Bevölkerungsmehrheit mit dem Königshaus stattgefunden. Die jordanische Marine betreibt nur Schnellboote. Sie wurden erst 1991 offiziell aus der Küstenwache gebildet.
Mit den US-Streitkräften herrscht eine rege Zusammenarbeit, im Zuge derer mehrere Manöver abgehalten wurden, unter anderem auch Eager Lion 12, welches das größte Manöver in Jordanien war.
Im Jahre 1996 wurde Jordanien von dem damaligen US-Präsidenten Bill Clinton in den offiziellen Status eines wichtigen Verbündeten außerhalb der NATO erhoben und erhielt somit Zugriff zu ausgewählten Rüstungsprogrammen sowie militärische und finanzielle Zuwendungen von den USA. Im Syrischen Bürgerkrieg unterstützt die Luftwaffe Jordaniens die USA bei Bombardierungen gegen Stellungen der Terrororganisation „Islamischer Staat“.

## Teilstreitkräfte

### Bodenstreitkräfte
Das Heer ist in vier Regionalkommandos (Nord, Ost, Süd und Zentrum), gegliedert, zusätzlich besteht die Königliche Panzerdivision als zentrale Reserve und ein Spezialeinsatzkommando.
Insgesamt verfügt die jordanische Armee über 94.500 Soldaten und 65.000 Reservisten.
Den einzelnen Kommandos unterstehen folgende Einheiten:
- Nordkommando:
  - 2 mechanisierte Infanteriebrigaden
  - 1 Infanteriebrigade
  - 1 Artilleriebrigade
  - 1 Flugabwehrbrigade
- Ostkommando:
  - 2 mechanisierte Infanteriebrigaden
  - 1 Infanteriebrigade
  - 1 Artilleriebrigade
- Südkommando:
  - 1 Panzerbrigade
  - 1 Infanteriebrigade
- Zentralkommando:
  - 1 mechanisierte Infanteriebrigaden
  - 1 Infanteriebrigade
  - 1 Artilleriebrigade
  - 1 Flugabwehrbrigade
- Königliche Panzerdivision:
  - 3 Panzerbrigaden
  - 1 Artilleriebrigade
  - 1 Flugabwehrbrigade
- Spezialeinsatzkommando:
- 2 Luftlandebrigaden
- 2 Bataillone Spezialeinheiten
- Königliche Garde (Brigadenstärke)

Das jordanische Heer verfügt unter anderem über
Panzer und Fahrzeuge
- 402 Kampfpanzer Al Hussein (Typ Challenger 1)
- 288 Kampfpanzer M-60A1/A3
- 274 Kampfpanzer Khalid (Typ Chieftain)
- 50 Spähpanzer Scorpion
- 440 Schützenpanzer YPR-765
- 35 Schützenpanzer BMP-2
- 340 Schützenpanzer Ratel-20
- 50 Schützenpanzer Marder (Lieferung aus Deutschland 2016–2017)[11]
- 50 Transportpanzer Marauder und Matador[12]
- 600+ Humvees

Artillerie
- 120 203,2-mm-Haubitze M110
- 340 155-mm-Haubitze M109
- 100 M712 Copperhead-gelenkte Artilleriegeschosse
- 54 105-mm-Haubitze M102
- 12 6 × 227-mm-Raketenwerfer HIMARS
- 24 8 × 273-mm-Raketenwerfer WM-80
- 300 120-mm-Brandt-Mörser
- 450 81-mm-M29-Mörser

Panzerabwehrwaffen
- 55 AIFV ausgerüstet mit TOW-Panzerabwehrlenkwaffen
- 570 BGM-71 TOW
- 310 M47 Dragon
- 190 FGM-148 Javelin
- 200 AT-14 Spriggan
- 25 000 RPG-32 „Nashshab“[13] (Werden in Jordanien produziert und exportiert, finden aber auch Verwendung bei Armee, insbesondere bei der Ausbildung.)
- 9000 RPG 26/27
- 2300 APILAS

Luftverteidigung
- 50–70 96K6 Panzir
- 48 9K33 Osa
- 50 9K35 Strela-10
- 180 M163 Vulcan
- 60 Flugabwehrkanonenpanzer Gepard
- 48 ZSU-23-4
- 520 9K38 Igla
- 300 Strela-3
- 12 AN/TPQ-36-Radar

### Luftstreitkräfte
Die 1955 gegründete Königlich Jordanische Luftwaffe verfügt unter anderem über 40 Flugzeuge des Typs Northrop F-5 Tiger II und 60 des Typs General Dynamics F-16 Fighting Falcon. Die jordanische Luftwaffe wurde von den israelischen Militärs mehrfach als die arabische Luftwaffe mit dem höchsten Ausbildungsgrad eingeschätzt.

### Seestreitkräfte

Seekriegsflagge der Königlich Jordanischen Marine

Die Königlich Jordanische Marine (arabisch القوة البحرية الأردنية; englisch Royal Jordanian Navy) hat 500 Angehörige und operiert von dem Hafen von Akaba aus.
Die jordanischen Seestreitkräfte, wurden 1951 in Akaba als Königliche Küstenwache in Größe einer Infanterie-Kompanie aufgestellt. Im Jahr 1952 wurde das Hauptquartier ans Tote Meer verlegt und blieb dort bis 1967. 1974 wurde die Küstenwache mit vier mittelgroßen Patrouillenbooten der Bertram-Klasse und mit Ausrüstung für Taucher und Kampfschwimmer ausgestattet.
Die Seestreitkräfte blieben aber integraler Bestandteil der jordanischen Landstreitkräfte. Im Jahr 1988 umfasste ihr Personalbestand 300 Mann, welche in Akaba stationiert waren und betrieben fünf durch die Vereinigten Staaten gelieferte Patrouillenboote, welche nur mit leichten Maschinengewehren bewaffnet waren.
Die Marine unterstützte bei der Absicherung des Hafens und arbeitet mit den Zoll- und Einwanderungsbehörden zusammen, um die Durchsetzung von Gesetzen und Vorschriften zu gewährleisten.
Ende des Jahres 1987 wurden drei Fahrzeuge von 95 Tonnen Verdrängung in Großbritannien bestellt, welche nach Indienststellung eine Besatzung von sechzehn Mann umfassen und mit 20-mm- und 30-mm-Kanonen ausgestattet sein würden. Die israelischen Seestreitkräfte im angrenzenden Eilat bestanden in ähnlicher Weise aus kleinen, leicht bewaffneten Patrouillenbooten.
1991 wurden drei Hochseepatrouillenboote der Hawk-Klasse in Dienst gestellt und zum 13. November wurde die Küstenwache offiziell in Königlich Jordanische Marine umbenannt.

#### Einheiten
- Patrouillenbootgruppe
- Kampfschwimmergruppe
- 77. Marine-Aufklärungsbataillon
- Naval Special Boat Unit
- Anti-Terroreinheit CTB-71
- Marine-Sicherungskompanie Akaba
- Marine-Sicherungskompanie Totes Meer
- Technische Unterstützungsgruppe
- Maritimes Trainingszentrum

#### Patrouillenboote
- 3 × Al-Hussein-Klasse (Hawk-Klasse) (2 × 30 mm, 1 × 20 mm, 2 × 12,7-mm-Maschinengewehre)
- 2 × Al-Hashim-Klasse (1 × 12,7-mm-MG)
- 8 × Abdullah-Klasse (2 × 12,5-mm-MG)
- 4 × Faysal-Klasse (Bertram-Klasse) (1 × 12,7-mm-MG)
- 4 × Faysal-Klasse (Commander) (2 × 12,7-mm-MG)
- 4 × AMP-137
- 2 × Falcon-Klasse (1 × 7,62-mm-MG)

## Wirtschaftliche Rolle
1999 begründete König Abdullah II. mit staatlichen Fördermitteln eine Initiative zu einer eigenen Waffen- und Militärdienstleistungsindustrie. Zielgruppe sind vor allem andere arabische Staaten und die USA. 2004 lag der Anteil der Verteidigungsausgaben des Königreichs bei 8,6 % des BIP.